# Janove Ottesen
Janove Ottesen (født 27. august 1975) er forsanger i det norske polka/punk band Kaizers Orchestra. Han bor sammen med sin kone, søn og datter i Stavanger i Norge.
Som forsanger og frontfigur i "Kaizers Orchestra" må Janove "Sjakalen Kaizer" Ottesen leve op til en rolle som en ægte pin up figur, og det er tydeligt at han er den absolut mest elskede person på scenen.[kilde mangler]
Janove har ud over sin post som forsanger i Kaizers Orchestra også sit eget soloprojekt, med hvilket han har udgivet CD'en Francis' Lonely Nights